# Nicolaj Hansen
Johannes Nicolaj Hansen, född 20 februari 1855 i Köpenhamn, död 25 december 1932, var en dansk violinist och tonsättare.
Hansen var i violinspel lärjunge till Christian Schiørring i Köpenhamn och Charles Dancla i Paris. Han var medlem av Nerudakvartetten 1876–85, musikdirektör vid Folketeatret 1885–1903 samt violin- och sånglärare vid Det Kongelige Blindeinstitut 1894–1915. Han var ordförande för Musikerforeningen från 1901.
I sin verksamhet vid Folketeatret komponerade och arrangerade Hansen en mängd teatermusik, vidare utgav han en violinskola (två band) samt komponerade 30 melodiska etyder för violin, 12 stämningsbilder för violin och piano, akvareller och duetter för violiner, vidare två stråkkvartetter, en ouvertyr, Romantisk Suite och I Dæmringen för orkester, operetterna Prinsesse Lilli och Dafne og Cloe samt pantomimen En Kærlighedsdrøm.